# Scott Elrod

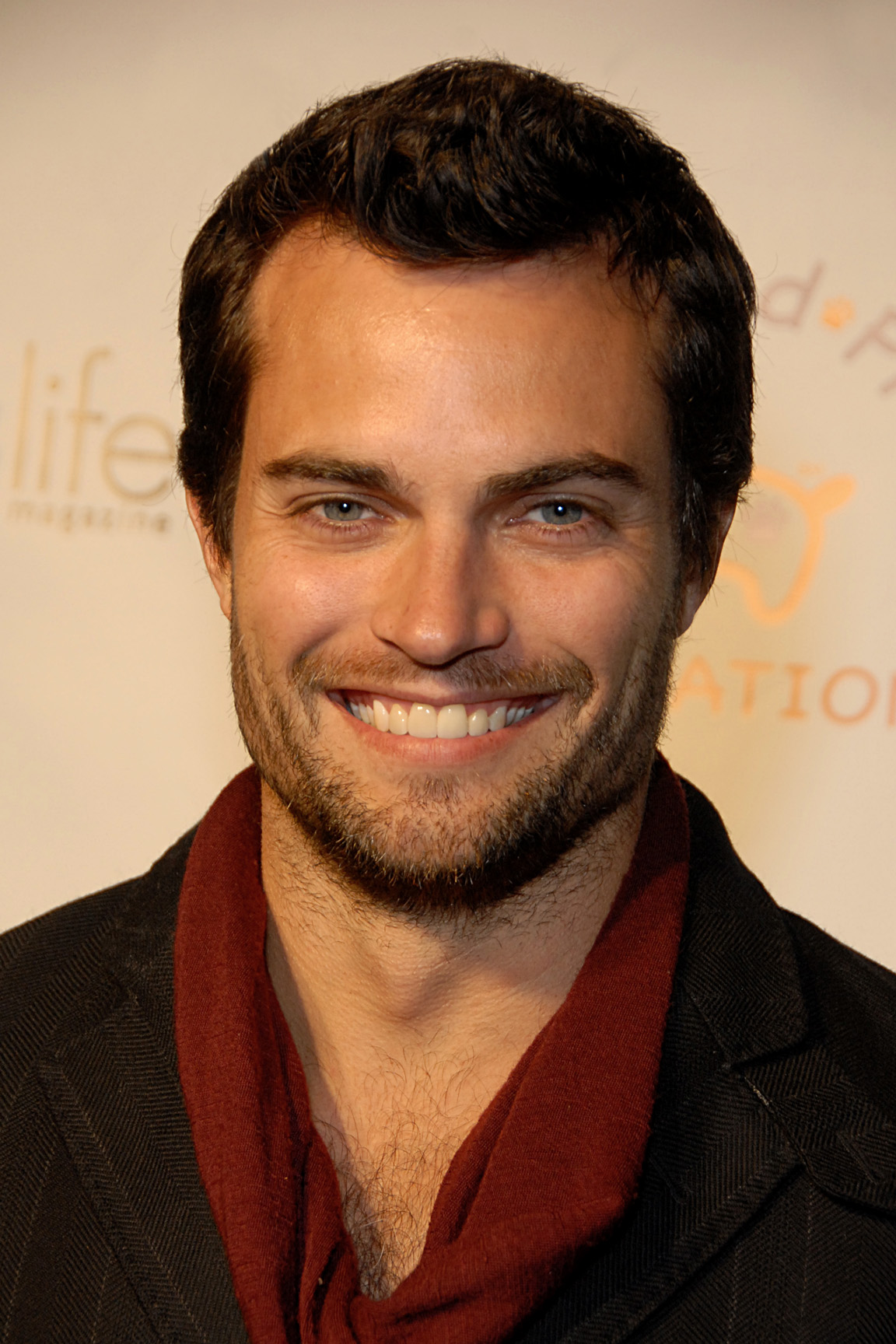
Scott Elrod (2010)

Scott Michael Elrod (* 10. Februar 1975 in Bitburg, Deutschland) ist ein US-amerikanischer Schauspieler.

## Leben und Karriere
Scott Elrod wurde als Sohn einer US-amerikanischen Militärfamilie im rheinland-pfälzischen Bitburg geboren. Später wuchs er unter anderem auch auf den Philippinen auf, ehe sich die Familie in Parker, im US-Bundesstaat Colorado, niederließ. Während seiner Zeit an der High School trieb Elrod sehr intensiv Sport, so betrieb er etwa Baseball und Leichtathletik. Nach dem Abschluss besuchte er das Metro State College und wollte zunächst in die Fußstapfen seines Vaters, der General Dynamics F-16-Pilot war, treten. Daher erwarb Elrod seine Pilotenlizenz und arbeitete nach dem Abschluss zunächst als Fluglotse bei der United States Air Force. Nach sechs Jahren kehrte er der Luftwaffe den Rücken.
Um das Jahr 2004 entschied sich Elrod dann für eine Schauspielkarriere und zog daher nach Los Angeles, wo er 2005 in einer Episode der Serie CSI: NY seine erste Schauspielrolle übernahm. Als Inspiration für den Weg ins Schauspielgeschäft gibt er Tom Cruise' Darstellung im Film Top Gun – Sie fürchten weder Tod noch Teufel an. Schon bald nach seinem Einstieg wurde Elrod in einer Seriennebenrolle gecastet, so war er von 2007 bis 2008 als Leonard "Cash" Morrissey in Men in Trees zu sehen. Einem größeren Publikum wurde er vor allem durch seine Filmrollen bekannt. So war er 2008 in der Hauptrolle in Tricks of a Woman zu sehen, welcher auf dem Monaco International Film Festival als Bester Film mit der Angel Awards Trophy ausgezeichnet wurde. Weitere Engagements umfassen etwa Umständlich verliebt, Argo, sowie die Hauptrolle im Sportdrama Home Run: Die 2. Chance und eine Nebenrolle im Kriegsfilm Lone Survivor.
Neben seinen Serienauftritten ist Elrod auch regelmäßig in Gastrollen im US-Fernsehen zu sehen, darunter CSI: Miami, Castle, Navy CIS: L.A., Anger Management, How to Get Away with Murder, Grey’s Anatomy oder Chicago Fire. Von 2014 bis 2015 gehörte Elrod als Joe Clark zur Besetzung der Seifenoper Schatten der Leidenschaft.

## Privates
Im Dezember 2015 gaben er und seine Verlobte Vanessa Vazart bekannt, ein Kind zu erwarten. Im Juni 2016 wurde ihr Sohn Easton geboren.

## Filmografie (Auswahl)
- 2005: CSI: NY (Fernsehserie, Episode 2x02)
- 2006: Desire (Fernsehserie, eine Episode)
- 2007–2008: Men in Trees (Fernsehserie, 14 Episoden)
- 2008: CSI: Miami (Fernsehserie, Episode 6x19)
- 2008: Tricks of a Woman
- 2009: Der Wächter des Hades (Hellhounds, Fernsehfilm)
- 2009: Uncorked (Fernsehfilm)
- 2010: Castle (Fernsehserie, Episode 2x14)
- 2010: Umständlich verliebt (The Switch)
- 2010: Death and Cremation
- 2010: Hard Breakers
- 2011: Knifepoint
- 2011: Escapee – Nichts kann ihn stoppen (Escapee)
- 2012: Navy CIS: L.A. (NCIS Los Angeles, Fernsehserie, Episode 3x22)
- 2012: Argo
- 2012: Vanished (Kurzfilm)
- 2013: Home Run: Die 2. Chance (Home Run)
- 2013: Lone Survivor
- 2014: Anger Management (Fernsehserie, Episode 2x57)
- 2014–2015: Schatten der Leidenschaft (The Young and the Restless, Fernsehserie, 59 Episoden)
- 2015: How to Get Away with Murder (Fernsehserie, Episode 2x03)
- 2016: Grey’s Anatomy (Fernsehserie, 4 Episoden)
- 2016: Good Friday (Kurzfilm)
- 2016: Chicago Fire (Fernsehserie, 3 Episoden)
- 2017: Sun, Sand & Romance (Fernsehfilm)
- 2019: Atone